# 江東良一
江東 良一（えとう りょういち、1972年9月20日 - ）は、法名釋靜茹、日本詩人、作家、仏教を信仰。現在は、佛教時事新聞株式会社代表取締役社長を務める。
江東は18歳の時に禅宗の般若寺に帰依し、完全な菜食者となる。相前後して同朋大学仏教学部仏教学科と愛知大学文学部文学科（1998年3月卒業）で浄土宗を懸命に学ぶ。江東は伝統仏教の基礎教義を遵守し、常日頃から海洋生物を放生する。

## 著作
- 『地蔵経的故事』（香港聯合書刊物流有限公司 2015年）ISBN 978-988-13294-7-9[1]
- 『如詩如画的浄土三経』（香港聯合書刊物流有限公司 2015年）ISBN 978-988-13294-9-3[1]
- 『江東良一流頓悟式解読般若心経』
- 『江東良一流新詩解読金剛経』
- 長編小説『大海的季節』